# Rafał Grzelak
Rafal Grzelak, né le 24 juin 1982 à Łódź, est un footballeur polonais. Il joue au poste de milieu gauche au Chojniczanka Chojnice.

## Carrière

### En club
Rafał Grzelak a commencé sa carrière chez les juniors du Widzew Łódź. Il a ensuite rejoint le ŁKS Łódź, le club rival où il a fait ses débuts en championnat le 22 mai 1999 contre le Wisła Cracovie, puis le Ruch Chorzów et le MSV Duisbourg en Allemagne. Après plusieurs passages dans différents clubs polonais, il signe au Pogoń Szczecin en 2004. Presque toujours titularisé et indispensable à son club, il attire les recruteurs de plusieurs clubs européens.
Le 1er juillet 2006, le joueur est prêté pour un an au club portugais du Boavista Football Club. Il suit ainsi le même chemin que Przemysław Kaźmierczak, son coéquipier à Szczecin qui est lui aussi prêté à Boavista. Le 1er juin 2007, Boavista décide de transformer le prêt du joueur en transfert définitif.
Le 4 janvier 2008, il signe un contrat avec le club grec du Skoda Xanthi. Un an et demi plus tard, le 30 juin, Rafał Grzelak est prêté avec option d'achat au Steaua Bucarest en Roumanie. Il y retrouvera Paweł Golański, son ancien partenaire à Łódź, avec qui il a également remporté le Championnat d'Europe des moins de 19 ans en 2001.
Le 15 juin 2017, il rejoint Hearts.

### En sélection
Le 7 octobre 2006, Rafał Grzelak dispute son premier match avec la Pologne. Contre le Kazakhstan, le joueur entre en jeu à quelques minutes du terme de la rencontre. Quatre mois plus tard, il joue son second match face à la Slovaquie.

### Palmarès
- Vice-champion d'Europe des moins de 17 ans : 1999
- Champion d'Europe des moins de 19 ans : 2001